# وزارة الاستثمار (السعودية)
وزارة الاستثمار السعودية وزارة حكومية سعودية استُحدِثت في 25 فبراير 2020، لتحل محل الهيئة العامة للاستثمار التي كانت قد أُنشئِت في 10 أبريل 2000 كجزء من التدابير الرامية إلى إضفاء الطابع الرسمي على عملية التحرير الاقتصادي. وزارة الاستثمار هي المسؤولة عن إدارة البيئة الاستثمارية في المملكة العربية السعودية وتعمل تحت توجيهات مجلس الشؤون الاقتصادية والتنمية وتقدم الخدمات والتسهيلات للمستثمرين للارتقاء بالمناخ الاستثماري وتعزيز التطور الاقتصادي في المملكة العربية السعودية، كما تعمل كجهة محفزة لتعزيز الاستثمارات الداخلية وتسهيل تبادل أفضل الممارسات بين القطاعين العام والخاص، وتلعب دور الوسيط بين مجتمع الأعمال العالمي والحكومة السعودية ووزاراتها ودوائرها. كما تهدف أيضًا إلى المشاركة في صنع سياسة اقتصادية متطورة ترتكز على الدراسة والبحث الاستراتيجي.
وجاء استحداث الوزارة محلًا للهيئة بأمر ملكي صدر عن الملك سلمان بن عبد العزيز تضمّن تسمية خالد بن عبدالعزيز الفالح وزيرًا لها، ليُصبح بذلك أوّل وزير للاستثمار في السعودية.
وبحسب تقرير سهولة الأعمال 2020 الصادر عن البنك الدولي، حققت السعودية المركز الأول عالميًا في إصلاحات بيئة الأعمال بين 190 دولة ضمن مؤشر سهولة ممارسة الأعمال، وتقدمت 30 مرتبة عن العام السابق لتحتل المركز 62، كما قلصت الفجوة مع الدول المرجعية الرائدة في العالم بـ7.7 نقاط، وهي تعد الأعلى بين الدول المشاركة.

## استراتيجية الوزارة
- عرض الفرص الاستثمارية المتاحة حاليا في السعودية؛ سواء في المدن الرئيسية أو المدن الاقتصادية الجديدة.[4]
- توفير خدمات الأعمال والاستشارات المهنية للمستثمرين وأصحاب الأعمال التجارية، مثل: مكاتب الخدمة الشاملة التي توفر الخدمات الأساسية اللازمة للاستثمار في المملكة العربية السعودية أو لإنشاء وتشغيل الأعمال فيها.
- العمل بوصفها نقطة اتصال رئيسية بين المستثمرين والجهات الأخرى الوطنية والإقليمية داخل المملكة وكذلك مؤسسات القطاع الخاص، من أجل تطوير الأنظمة والسياسات التجارية وتحسينها.
- تمثيل المملكة في الخارج من خلال تسعة مكاتب دولية في أربع قارات لتسويق مناخ الأعمال في المملكة العربية السعودية وعرض مشورة من أرض الواقع بشأن كافة الجوانب المتعلقة بالعمل في المملكة.[1]

## برنامج 10X10
قامت الوزارة (إبّان الهيئة العامة للاستثمار) بعمل برنامج 10X10 بهدف وضع المملكة العربية السعودية من بين العشرة الأوائل في العالم في الدول الأكثر جذب وتنافسية للاستثمار وذلك بحلول عام 2010، وقد حققت الهيئة المركز 11 بحلول عام 2010.
وأنشأت الهيئة العامة للاستثمار والمركز الوطني للتنافسية (NCC)، والذي يقارن أداء الفرص الاستثمارية في المملكة العربية السعودية مع أكثر من 300 من مؤشرات التنافسية العالمية، والمقررة في مطبوعات مثل البنك الدولي وتقرير «ممارسة أنشطة الأعمال» في العالم المنتدى الاقتصادي «تقرير التنافسية العالمية، وIMD في» الكتاب السنوي للتنافسية العالمية.

## منتدى التنافسية الدولي (GCF)
تأسس منتدى التنافسية الدولي في عام 2006 بواسطة الهيئة العامة للاستثمار ليصبح لقاء سنوي لكبار أصحاب الأعمال والقادة السياسيين ونخبة المفكرين من جميع دول العالم. ويتخذ المنتدى من الرياض مقرًا دائمًا له منذ انعقاده.

### الرؤية
منتدى التنافسية الدولي حدث سنوي يحضره ويشارك فيه نخبة من أصحاب الأعمال والقادة والمفكرين من دول العالم لمناقشة القضايا ذات العلاقة بتنافسية الاقتصاديات ومنها اقتصاد المملكة العربية السعودية

### الرسالة
رفع مستوى الوعي والاهتمام تجاه تحديات التنافسية المحلية والعالمية ومناقشة المواضيع ذات العلاقة بالتنافسية مثل بيئة الأعمال والتجارة الدولية والتنمية المستدامة والبيئة وتطوير الموارد البشرية والابتكار والعولمة بالإضافة إلى مواضيع الاقتصاد الكلي والجزئي التي ترتبط ارتباطا مباشرا بالتنافسية.

## مركز التنافسية الوطني
في ظل تصنيف المملكة العربية السعودية في السابق كأفضل مكان في أداء الأعمال، حددت المملكة رؤاها لتحقيق حتى ما هو أكبر تحديًا وأكثر طموحًا، فمن المعروف أن حجر الزاوية لمستقبل الاقتصاد في المملكة هو قدرتها على المنافسة مع الدول الأخرى، وهذا يعنى خلق مناخ يكون فيه الابتكار والتميز والتنافسية في مقدمة سلم الأولويات وهذا هو التحدي الذي يواجه المملكة اليوم، وهو التحدي الذي استحث الهيئة العامة للاستثمار السعودية SAGIA على الاضطلاع بمهمة إنجاز أكثر المشروعات طموحًا حتى وقتنا هذا، ألا وهو وضع المملكة العربية السعودية في مصاف الاقتصادات العشرة الأولى الأكثر تنافسية في التصنيف العالمي بحلول عام 2010 وهو ما يعرف برسالة 10×10 يقود مركز التنافسية الوطني (NCC) توجهًا جديدا نحو التنافس والإنجاز في جميع أرجاء المملكة العربية السعودية. وفي عام 2006 نشأت الهيئة العامة للاستثمار السعودية SAGIA مركز التنافسية الوطني NCC، ومنذ انشائه والحماسة تحدو العاملين بالمركز لأداء دوره في مستقبل المملكة، وكان إنشاء المركز إيذانًا ببزوغ توجه جديد يسعى لتحقيق الامتياز الذي سوف يساعد على دفع عجلة التنمية المستدامة في جميع أنحاء القطر ومع تحقيق رؤى 10 × 10 بثبات وحزم يكون لمركز التنافسية الوطني ثلاثة مقاصد رئيسية:
1. العمل كمركز تقارير
2. العمل كأداة تسهيل
3. العمل كقناة تدريب

مركز التنافسية الوطني كمركز فكر من المعروف ان البحث العلمي يؤدى دورًا حاسمًا في عملية التغيير في المملكة العربية السعودية، ولاستكشاف ما الذي يعمل، وما الذي لا يعمل يقوم المركز بمتابعة تنفيذ برامج التغيير ونتائجها بالإضافة إلى تقييم القدرة التنافسية للاقتصاد وهذا العمل الأساسي والميداني سوف يساعد على الدفع بعملية التحديث لتشمل جميع جوانب بيئة الأعمال، وكذلك استنهاض الهمم لتحقيق مستوى تنافسية أكبر.

## خدمة المستثمرين

### الخدمات الاستشارية
- وذلك من خلال تقديمها للخدمات الداعمة والاستشارية للشركات لتقديم الحلول لأعمالها، إضافة إلى تنفيذ الحلول المحلية من خلال الاعتماد على رصيد تراكمي من المعرفة والخبرة العالمية.
- عرض استشارات متخصصة للشركات في مختلف القطاعات.

### المساندة الحكومية
- تعمل الوزارة دور الوسيط بين المستثمر وبين الحكومة السعودية ووزاراتها ودوائرها، فتكون جزءً من رحلة العميل داخل المملكة وتسعد بتقديم الرعاية لجميع متطلبات العميل.
- توفر مراكز الأعمال التابعة للوزارة معظم الخدمات الحكومية وذلك لتسهيل الخطوات الضرورية للعملاء للبدء في ممارسة الأعمال واستمراريتها.

### دراسات السوق
- تقديم دراسات عن وضع السوق المحلي معتمدة على الخطط الحكومية للشركات الراغبة في الدخول لأول مرة أو من تفكر بالتوسع في عملها الحالي.
- تعمل وزارة الاستثمار مع الجهات الحكومية لخلق وتطوير وتسويق الفرص التجارية.
- تسويق الفرص الاستثمارية في دليل الاستثمار، والعمل مع العملاء لتقييم كل فرصة نحو التحول إلى استثمارات حقيقية.

### مراكز الأعمال
توجد خمسة مراكز أعمال تابعة للوزارة توفر خدمات الوزارة بالإضافة إلى: الهيئة العامة للزكاة والدخل، وزارة الموارد البشرية والتنمية الاجتماعية، وزارة العدل، المديرية العامة للجوازات، الغرفة التجارية.

## المبادرات
قامت وزارة الاستثمار (إبّان الهيئة العامة للاستثمار) بإطلاق عدد من المبادرات وهي:
1. الشركات السعوديّة المئة الأسرع نموًّا يقوم البرنامج بقياس مدى سرعة نمو الشركات السعودية في إطار فئتين: الشركات المبتدئة، والشركات التي مر على عملها أكثر من خمس سنوات. بالإضافة إلى مكافئتها وإلقاء الضوء عليها والتي تمثل مستقبل المملكة. إذ أن معايير التنصيف الخاصة بهذه المبادرة تعتبر الأكثر شمولية ودقة لاختيار الشركات الأسرع نموًا حيث يتم ترتيب الشركات وفقًا لإيراداتها السنوية ومدى تطورها ولا يعكس هذا الترتيب تقييم الشركات على أساس كبر الحجم. وتأتي هذه المبادرة كواحدة من تلك الفعاليات الرئيسة للمنتدى الذي يهدف إلى رفع مستوى الوعي والاهتمام تجاه تحديات التنافسية المحلية والعالمية وإثراء النقاش حول الموضوعات المتعلقة بالتنافسية وبيئة الأعمال والتجارة الدولية والتنمية المستدامة وتطوير الموارد البشرية والإبداع والابتكار وغيرها من الموضوعات والقضايا التي ترتبط ارتباط مباشرًا بالتنافسية حيث سيقام المنتدى في هذا العام تحت عنوان «الإبداع والابتكار لتنافسية مستدامة».[10]
2. مؤشر التنافسية المسؤولة: يقيس مؤشر التنافسية المسؤولة مدى تبني الشركات والمؤسسات ممارسات ومبادرات ومعايير تُعزز بيئة العمل من جهة، وتحسن البيئة التي تعمل بها. ويتكون مؤشر التنافسية المسؤولة من سبعة معايير أساسية، هي: بيئة العمل، والعطاء الذكي، والموهبة، وتوفر المعايير والالتزام بها، وشبكة الإمداد، والابتكار، والتواصل. وهذه المعايير تغطي التعليم والتدريب، وإيجاد الفرص الوظيفية، والممارسات الصديقة للبيئة. هذه الجائزة سنوية موجهة لمنشآت القطاع الخاص العاملة في المملكة العربية السعودية، التي تطبق أفضل الممارسات وتتبنى البرامج الأكثر فاعلية في دعم التنمية المستدامة من النواحي الاجتماعية والاقتصادية والبيئية. وتُمنح الجائزة لأفضل ثلاث من منشآت القطاع الخاص في تصنيف مؤشر التنافسية المسؤولة. ويقصد بالتنافسية المسؤولة إسهام منشآت القطاع الخاص في تنمية المجتمع السعودي اقتصاديًا واجتماعيًا وبيئيًا. وتتولى الهيئة العامة للاستثمار بالتعاون مع أكبر الشركات العالمية إعداد مؤشر التنافسية الذي تعتمد عليه الجائزة ويعتمد المؤشر في تقييم ممارسات الشركات على أربعة محاور رئيسية، هي: القيادة، والنظم، والشراكات، والأداء، وسبعة معايير فرعية ليصل عدد المعايير المطبقة في تقييم الشركات إلى 28 معيارًا.
3. جائزة الشباب الأكثر تنافسيّة: يطمح هذا المشروع إلى تعزيز وتطوير مواهب وقدرات الشباب من خلال خلق منافسةٍ فريدة من نوعها على اسس عالمية لتشجيع روحَ الابتكار المستقل والإبداع والتنافس من خلال تطبيق مجموعة مهارات القرن الواحد والعشرين بالإضافة إلىِ تشجيعهم على المهَن ذات الطابع الابتكاريّ والإبداعيّ. البلدان المتطوِّرة والنامية في جميع أنحاء العالم تسعى إلى توسيع الاستثماراتِ في قطاع التعليم والبرامج التربويّة بهدفِ بناءِ قدراتِ الشباب وتطويرها.

### ممارسة الأعمال من خارج المملكة
في عام 2021م أطلقت وزارة الاستثمار، خدمة جديدة لتأسيس وبدء ممارسة الأعمال من خارج المملكة، وذلك بالشراكة مع وزارة الخارجية، ووزارة التجارة، بهدف تمكين الشركات والمستثمرين من إصدار الرخص الاستثمارية بشكل سريع وميسر وفق أفضل الممارسات العالمية.
وتسهم هذه الخطوة بتعزيز الإصلاحات التي تنفذها المملكة والمتعلقة بممارسة الأعمال في المملكة للمستثمرين والشركات، كما تأتي نتيجة للتكامل والشراكة بين الجهات الحكومية لمعالجة التحديات التي تواجه المستثمرين، وتسهم برفع تنافسية البيئة الاستثمارية للمملكة إقليمياً وعالمياً، مما يعزز من مكانة المملكة كوجهة استثمارية مفضلة لسهولة بدء ممارسة الأعمال.وتتويجاً لتلك المساعي والتسهيل بالخدمات ارتفع قيمة ملكية المستثمرين الأجانب في السوق السعودية 300% خلال 5 سنوات لتصل إلى 347.01 مليار ريال بنهاية عام 2022.

## الاستراتيجية الوطنية للاستثمار
هي استراتيجية وطنية أطلقها الأمير محمد بن سلمان بن عبد العزيز ولي العهد نائب رئيس مجلس الوزراء رئيس مجلس الشؤون الاقتصادية والتنمية في 11 أكتوبر 2021، وتعد أحد الممكنات الرئيسة لتحقيق مستهدفات رؤية السعودية 2030. وستسهم الاستراتيجية في دعم نمو الاقتصاد الوطني وتنويع مصادره ورفع إسهام القطاع الخاص في الناتج المحلي الإجمالي إلى 65%، وتعزيز الاستثمار الأجنبي المباشر إلى 5.7% من الناتج المحلي الإجمالي، وزيادة نسبة الصادرات غير النفطية من 16% إلى 50% من إجمالي الناتج المحلي غير النفطي، وتخفيض معدل البطالة إلى 7%، وتقدُّم المملكة إلى أحد المراكز العشرة الأوائل في مؤشر التنافسية العالمي بحلول عام 2030م، وتشمل الاستراتيجية تطوير خطط استثمارية تفصيلية لعدة قطاعات منها الصناعة، والطاقة المتجددة، والنقل والخدمات اللوجستية، والسياحة، والبنية التحتية الرقمية، والرعاية الصحية.
وتهدف الاستراتيجية إلى رفع صافي تدفقات الاستثمار الأجنبي المباشر إلى 388 مليار ريال سنوياً، وزيادة الاستثمار المحلي ليصل إلى حوالي 1.7 تريليون ريال سنوياً بحلول عام 2030 مما يسهم في ارتفاع نسبة الاستثمار إلى الناتج المحلي الإجمالي للمملكة من 22% في عام 2019م إلى 30% في عام 2030م، وبالتالي نمو الاقتصاد السعودي ليصبح من أكبر 15 اقتصاداً عالميًا.

### المبادرة الوطنية لسلاسل الإمداد العالمية
هي إحدى مبادرات الاستراتيجية الوطنية للاستثمار، أطلقها الأمير محمد بن سلمان في 23 أكتوبر 2022، وتهدف إلى «جعل المملكة البيئة الاستثمارية المناسبة والأمثل لجميع المستثمرين في سلاسل الإمداد، من خلال العديد من الخطوات مثل؛ حصر وتطوير الفرص الاستثمارية وعرضها على المستثمرين، وإنشاء عددٍ من المناطق الاقتصادية الخاصة، التي يمكن من خلالها إيجاد بيئة جاذبة للمستثمرين، بالإضافة لجذب المقرّات الإقليمية للشركات العالمية إلى المملكة. كما تعمل المملكة على استكمال الإصلاحات التنظيمية والإجرائية في شتى الجوانب، التي ستسهم بدورها، في مواصلة تحسين بيئة الاستثمار وزيادة جاذبيتها وتنافسيتها، لجعل الاستثمار الركيزة الأساسية لتحقيق النمو الاقتصادي وتنويع القاعدة الإنتاجية في المملكة في ظل مستهدفات رؤية السعودية 2030.»
وسيتم تطوير إستراتيجية موحدة لاستقطاب سلاسل الإمداد العالمية إلى المملكة، بهدف جذب استثمارات نوعية، صناعية وخدمية، بقيمة 40 مليار ريال سعودي خلال السنتين الأوليين من إطلاق المبادرة، وخصصت المملكة للمبادرة ميزانية حوافز تبلغ نحو 10 مليارات ريال سعودي لتقديم حزمة واسعة من الحوافز المالية وغير المالية للمستثمرين.
كما تتيح المبادرة الوطنية لسلاسل الإمداد العالمية للمُستثمرين تطوير استثماراتهم مستفيدين بما تتمتع به المملكة من مؤهلات تعزز فرص نجاح هذه الاستثمارات، تشمل: «اقتصاد المملكة القوي والمتنامي، الذي يُعد الأكبر على مستوى الشرق الأوسط، وأحد أكبر عشرين اقتصاداً في العالم، وأسرعها نمواً. وموقع المملكة الجغرافي الاستراتيجي، في قلب ثلاث قارات، وتوفُّر مصادر الطاقة كالزيت والغاز والكهرباء، ومصادر الطاقة المتجددة، والمواد الخام الأساس مثل البتروكيميائيات، والمعادن، بالإضافة إلى المستوى التنافسي لتكاليف مقومات الإنتاج الرئيسة مثل؛ الكهرباء، والغاز الطبيعي، والعمالة. إضافةً إلى توفر كل من: البنية التحتية الممتازة من الخدمات العامة كشبكات المياه والكهرباء والاتصالات وغيرها، والبنية التحتية المتكاملة وعالية الكفاءة في مجال النقل والخدمات اللوجستية، التي تشمل منظومة من المدن الصناعية، في جميع أنحاء المملكة، ومناطق اقتصادية خاصة ستُطلق قريباً، وشبكات من المطارات والموانئ، مع خطط طموحة لتوسعتها، من خلال الاستراتيجية الوطنية للنقل والخدمات اللوجستية، وكذلك البنية التحتية الرقمية التي شهدت تقدماً هائلاً ومستويات عالية من انتشار شبكة الإنترنت والتغطية الواسعة لشبكة الجيل الخامس (جي 5)، كما تتميز الموارد البشرية بأنها شابة ومتعلمة وطموحة، حيث تبلغ نسبة السعوديين، ممن تقل أعمارهم عن 30 عاماً، حوالي 60% من عدد السكان.»

## وصلات خارجية
- الموقع الرسمي لوزارة الاستثمار